# Féfé
Samuël Adebiyi, plus connu sous le nom de Féfé (parfois stylisé FéFé), est un rappeur, chanteur de reggae et producteur français, né le 18 janvier 1976 à Clichy dans les Hauts-de-Seine. Ancien membre des groupes de rap OFX et Saïan Supa Crew (sous le nom Feniksi), avec lequel il connait un immense succès en Europe, il enchaîne sur une carrière solo avec un premier album, Jeune à la retraite, sorti en 2009.

## Biographie

### Jeunesse et débuts
Samuël Adebiyi est né le 18 janvier 1976 à Clichy, et a grandi à Noisy-le-Sec, en Seine-Saint-Denis. Petit, Adebiyi grandit dans une famille de mélomanes, dans laquelle des artistes comme Kenny Roger, UB40, Bob Marley, Fela et Michael Jackson, sont appréciés. Son père, d’origine nigériane, était passionné de musique. 
Adebiyi emménage à 7 ans avec sa famille en Angleterre, où il vit pendant une année. « De 7 à 8 ans, j’ai passé un an en Angleterre pour apprendre la langue de Shakespeare. J’en ai conclu deux choses : la première c’est que je n’aime pas la bouffe anglaise, la deuxième c’est qu’au-delà des tours de ma cité, il y a tout un monde à découvrir et ça m’a beaucoup aidé par la suite », confie-t-il au 20 Minutes en octobre 2009. Il décroche son bac S avant de se lancer dans des études de communication.

### Carrière
En 1996, sous le nom de Féniksi, il fonde son propre groupe de hip-hop appelé OFX avec KLR, que  Vicelow rejoint plus tard. En 1997, il fait la rencontre de Leeroy et son groupe Explicit Samouraï et décident de monter un collectif ensemble. Ils s'associent avec Sir Samüel et Sly the Mic Buddah (Johnson) et prennent le nom de Saïan Supa Crew. En 2000, ils connaissent un succès fulgurant avec le single Angela, extrait de leur premier album KLR (1999), dédié à l'un des leurs décédé l'année précédente. En 2002, leur deuxième album X Raisons est couronné d'une Victoire de la Musique. En plus de rapper, Féfé compose une partie des musiques de ce deuxième album sous des pseudonymes volontairement farfelus.
En 2003, le Saïan Supa Crew fait une pause. Féfé et Vicelow reforment OFX et sortent l'album Roots.
Après un troisième album en 2005 et une dernière tournée, le Saïan Supa Crew se sépare en mauvais termes. Deux ans plus tard, Féfé publie son premier album solo Jeune à la retraite, le 12 octobre 2009. Cet opus connait rapidement le succès et sera certifié disque d'or. Il contient notamment les singles VPC (Vilain Petit Canard) et Dans ma rue, et compte 30 000 exemplaires vendus en mars 2010. Il enchaîne ensuite de très nombreuses collaborations, notamment avec K'Naan pour la version française de Wavin' Flag, l'hymne officiel Coca-Cola de la coupe du monde de football publié en mai 2010. Le single atteint la 2e place des classements français. En 2011, il joue avec Aṣa à Sydney, en Australie.

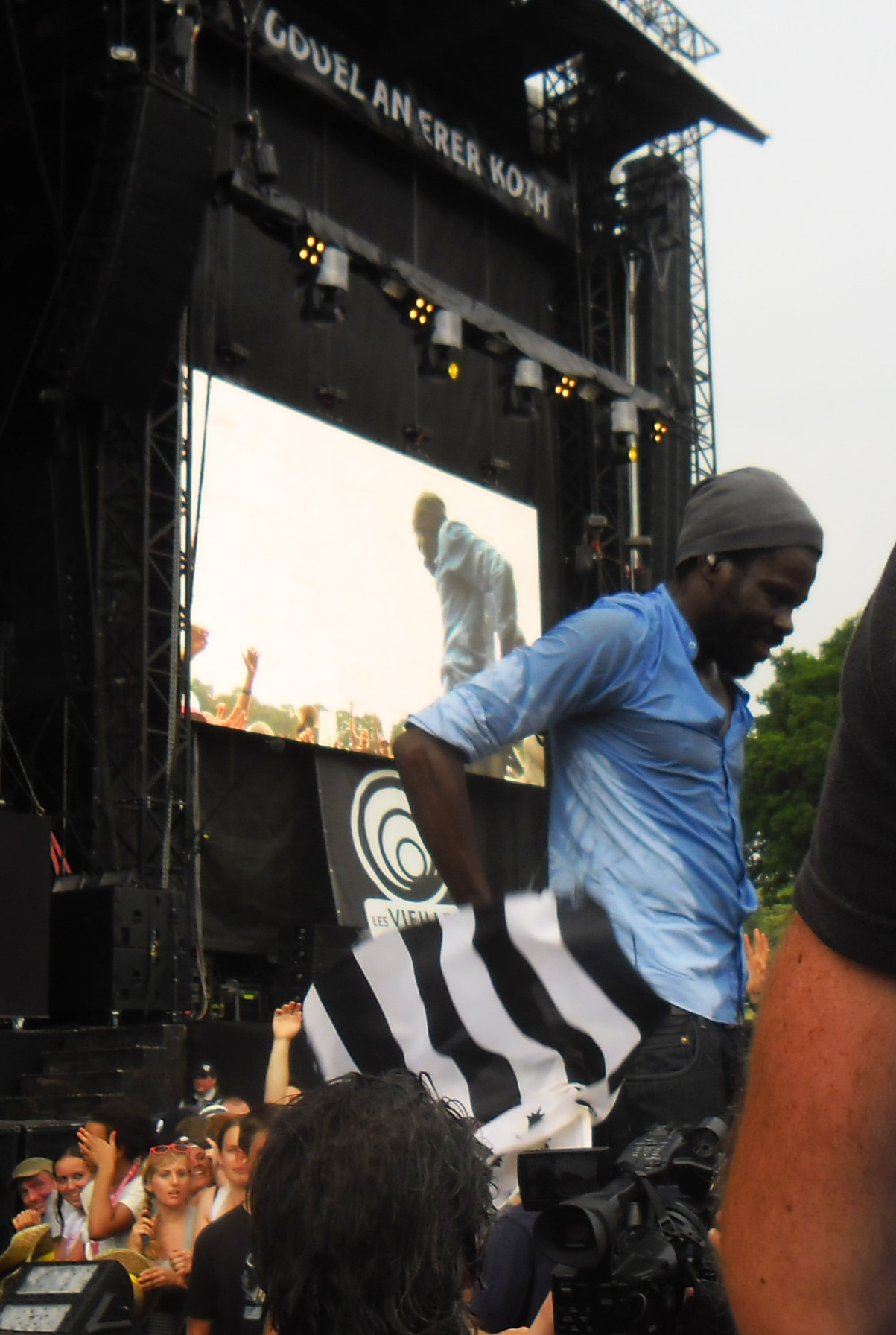
Féfé à Carhaix en 2013

Le 22 mai 2013, Féfé publie son deuxième album, Le Charme des premiers jours. Moins mis en avant par les médias, il sera néanmoins défendu sur scène grâce à plus de 100 dates, dont une prestation mémorable aux Vieilles Charrues en 2013. La même année, Féfé lance les Ateliers nomades à Cergy-Pontoise. Le 6 décembre 2013, il joue à la Batterie de Guyancourt.
Féfé a participé en 2014 à la première édition d'AbbéRoad, concert caritatif de la Fondation Abbé Pierre.
L'artiste annonce sur les réseaux sociaux un nouvel album pour 2016, comme son single Soldat fou sorti en 2015. Féfé poste ensuite des vidéos sur les réseaux sociaux avec le hashtag #mavielavraie dans lesquelles il prépare son album pour 2016. Au 30e anniversaire de la mort de Daniel Balavoine le 14 janvier 2016, il participe à l'album Balavoine(s) en reprenant le morceau L'Aziza. En mars 2016, Féfé est annoncé aux côtés de Faada Freddy et de Shake Shake Go à Fougères les 24 et 25 juin 2016.
Le 28 octobre 2016, il sort Eldorado (clip réalisé par J.G Biggs) extrait de son troisième album intitulé Mauve qui sortira au début de 2017. À cette occasion, à l'invitation du Youtuber Eric Legaud (MrGalagomusic), il propose aux followers de ce dernier son propre tutoriel guitare du single. Le 20 janvier 2017, il sort Aussi fort, dont le clip vidéo est tourné dans plusieurs lieux différents. Le 11 février 2017, il sort son troisième album intitulé Mauve dont la collaboration avec Matthieu Chédid, Tété, Ayọ, Orelsan et Indee Styla.
En juin 2017, il sort son clip On est là ; celui-ci invite Nadège Beausson-Diagne et son confrère Leeroy Kesiah[source secondaire souhaitée].
En avril 2019, avec la sortie du clip Bla Bla Bla, Féfé annonce un album duo avec Leeroy, son acolyte du Saïan Supa Crew. Cet album se nomme 365 jours et sort en août 2019. Une tournée intitulée elle aussi 365 jours débute le 19 novembre 2019 Prévue pour durer 1 an comme son nom l'indique, elle est brutalement interrompue par la pandémie de Covid-19.

## Discographie

### Singles
- 2009 : Dans ma rue (clip réalisé par J.G Biggs)
- 2009 : Jeune à la retraite
- 2010 : VPC (Vilain Petit Canard)
- 2010 : Wavin' Flag (en duo avec K'Naan)
- 2013 : Le Charme des premiers jours (clip réalisé par J.G Biggs)
- 2015 : Soldat fou (clip réalisé par J.G Biggs)
- 2016 : Naija feat. Ayọ (clip réalisé par J.G Biggs)
- 2016 : Ma Vie La Vraie (clip réalisé par Julien Avgerinos)
- 2016 : Eldorado (clip réalisé par J.G Biggs)
- 2017 : Aussi fort (clip réalisé par J.G Biggs)
- 2017 : On est là (clip réalisé par lui-même)
- 2019 : Bla Bla Bla feat. Leeroy (clip réalisé par lui-même, avec la participation de Leeroy)
- 2019 : Si l'on s'aimait feat. Leeroy (clip réalisé par lui-même, avec la participation de Leeroy)
- 2019 : Out of love feat. Leeroy et Aloe Blacc

### Albums collaboratifs
- 1996 : Je N'ose y croire (EP) (avec OFX)
- 1998 : Saïan Supa Land (mixtape) (avec le Saïan Supa Crew)
- 1999 : Saïan Supa Crew (mixtape) (avec le Saïan Supa Crew)
- 1999 : KLR (avec le Saïan Supa Crew)
- 2000 : L'Block présente (mixtape) (avec le Saïan Supa Crew)
- 2001 : X Raisons (avec le Saïan Supa Crew)
- 2003 : Da Stand out (mixtape) (avec le Saïan Supa Crew)
- 2004 : Roots (avec OFX)
- 2005 : Hold Up (avec le Saïan Supa Crew)
- 2006 : Hold Up Tour - Live in Paris (album live) (avec le Saïan Supa Crew)
- 2017 : La Tribu de Pierre Perret - Au café du canal (avec les Ogres de Barback)
- 2019 : 365 jours (avec Leeroy)

### Livre audio
- 2020 : Madame Bovary (Remix littéraire) par Les Liseuses feat. Féfé[20],[21]

## Décoration
- Chevalier de l'ordre des Arts et des Lettres (2025)[22]